# رشيد جونسون
رشيد جونسون (بالإنجليزية: Rashid Johnson)‏ (مواليد 1977) هو فنان أمريكي يقدم فن ما بعد الأسود التصويري. تلقى جونسون اهتمامًا بالغًا لأول مرة عندما أُدرجت نماذج من أعماله في معرض «فري ستايل»، الذي نسقته ثيلما غولدن في متحف الاستوديو في هارلم في عام 2001. درس في كلية كولومبيا في شيكاغو ومدرسة معهد الفنون في شيكاغو، وعُرض عمله في جميع أنحاء العالم.
بالإضافة إلى التصوير الفوتوغرافي، يقدم جونسون تركيبات سمعية، وفيديوهات، وأعمال نحت. يشتهر جونسون بنتاجه الفني غير الاعتيادي وبأسلوبه في الجمع بين مختلف جوانب العلم وتاريخ الأمريكيين الأفارقة.

## مسيرته المهنية

### مسيرته المهنية ما بعد التخرج
خلال صيف عام 2005، شارك في معرض لبرنامج تبادل فنانين في مركز شيكاغو الثقافي ضم خمسة فنانين ناشئين معاصرين من شيكاغو وخمسة من كاوهسيونغ، تايوان. نصف هؤلاء الفنانين العشرة كانوا نساءً (أربع منهن من تايوان). كجزء من معرض المعابر، حصل جميع الفنانين تقريبًا على فرصتهم الأولى للعرض في بلد الفنانين الآخرين. في هذا الاجتماع، قال الناقد الفني في صحيفة شيكاغو تريبيون آلان جي. أرتنر إن اختيار جونسون للصوتيات فرض مهارته الفنية على جميع العروض الأخرى عند اختياره أغنية راب مدمجة مع فيديو فظ. بدأ أرتنر بذم جونسون في عام 2005 عندما كان جونسون يقيم هذا المعرض ومعرضًا متزامنًا آخر في شيكاغو. وصف أرتنر استكشاف جونسون لسياسات الأعراق بأنه «شعار أو إعلان ذاتي لطيف» في أعماله ثنائية الأبعاد، ووصف تركيباته اللاهوتية ثلاثية الأبعاد بأنها تصوير «عفوي وسطحي». صنف عمل جونسون على أنه أكثر ملاءمة للجمهور الذي لا تتجاوز حدود بحثه الثقافة الشعبية الأمريكية. سَخِر آرتنر من مساهمة جونسون بالفيديو القصير في معرض معهد الفن في شيكاغو جنة الحمقى واصفًا إياه بأنه «مزيج من غناء الغوسبل مع البيت بوكس... لا يقول شيئًا ذا قيمة عن العرق». يصف نقاد شيكاغو الآخرون عمل جونسون اللاحق بأنه عصري نوعًا ما.
في العام التالي، بعد حصوله على درجة الماجستير، انتقل إلى الجانب الشرقي السفلي من مدينة نيويورك، حيث درّس في معهد برات. رغم الإشارة إليه عادةً بأنه مصور فوتوغرافي وأحيانًا نحات، يُشار إليه في سياقات معينة بأنه فنان ساحر.
في عرض عام 2006 بعنوان فزاعة، عرض جونسون صورة فوتوغرافية بالحجم الطبيعي لبورتريه ذاتي عارٍ كان من المفترض أن تكون خطرة ووقحة، ولكن نُظر إليها على أنها مثيرة للانتباه وظريفة. جعل عملُه في صيف عام 2007 «ابق أسود ومت»، الذي عُرض في معرض الخط الملون ضمن غاليري جاك شاينمان، أحدَ النقاد الفنيين في صحيفة نيويورك تايمز يتساءل عما إذا كان يعرض تحذيرًا أم نصيحة. ومع ذلك، شارك في الوقت نفسه في معرض حب اللعبة: العرق والرياضة في أمريكا في متحف وادسورث أثينيوم للفن الذي بدا أنه يعالج بوضوح السلوكيات التي طُرحت ضمنها أسئلة حول العرق وأُجيب عنها على ملاعب الرياضة الأمريكية.
بصفته أحد فناني الفن ما بعد الأسود، فإن عمله الإعلامي المختلط، مثل معرضه المُحاضر الميت في ربيع عام 2008، يلعب على العرق بينما يقلل من أهميته من خلال اللعب على التناقضات، والإشارات المشفرة، والتلميحات (على سبيل المثال، نادي الزنوج الانهزامي الاجتماعي الرياضي الجديد (إيميت)). وُصف المعرض بأنه «تنظيم سري خيالي للأمريكيين الأفارقة المثقفين، وتقاطع بين جمعية منسا والماسونيين» كان تحديًا إمّا للإدانة أو للتأييد.